# Публий Туллий Варрон
Публий Туллий Варрон (лат. Publius Tullius Varro) — римский политический деятель начала II века.
Варрон происходил из древнего этрусского города Тарквинии из плебейского рода. Его отцом был проконсул Македонии Публий Туллий Варрон, а братом — консул 119 года Публий Дазумий Рустик. Согласно надписи, рассказывающей о карьере Варрона, он последовательно занимал должности децемвира для судебных разбирательств, военного трибуна XVI Стойкого Флавиева легиона, городского квестора, эдила, легата XII Молниеносного легиона, легата VI Победоносного легиона. В 123/124 Варрон находился на посту проконсула Бетики. В 127 году он занимал должность консула-суффекта вместе с Децимом Юнием Петом и был префектом Сатурнова эрария. Затем он был куратором берегов и устья Тибра, а также канализации Рима. В 133 году, очевидно, Варрон был наместником Верхней Мёзии. В 142/143 году он стал проконсулом Африки.